# Ex-Hacienda de Ayala
Ex-Hacienda de Ayala är en ort i Mexiko.   Den ligger i kommunen Villa Victoria och delstaten Mexiko, i den sydöstra delen av landet, 90 km väster om huvudstaden Mexico City. Ex-Hacienda de Ayala ligger 2 616 meter över havet och antalet invånare är 465.
Terrängen runt Ex-Hacienda de Ayala är kuperad norrut, men söderut är den platt. Runt Ex-Hacienda de Ayala är det ganska tätbefolkat, med 166 invånare per kvadratkilometer. Närmaste större samhälle är San Agustín Mextepec, 16,4 km norr om Ex-Hacienda de Ayala. Trakten runt Ex-Hacienda de Ayala består till största delen av jordbruksmark.